# Gustav Ehmck
Gustav Ehmck (* 12. Januar 1937 in Garmisch-Partenkirchen; † 18. April 2024) war ein deutscher Filmregisseur, Drehbuchautor und Filmproduzent.

## Leben
Nach der mittleren Reife absolvierte er eine Ausbildung als Fotograf und Schauspieler in München. 1959 übersiedelte er nach Düsseldorf. Ab 1962 drehte er Kurzfilme und spezialisierte sich auf Kinder- und Jugendstoffe.
1967 gründete er seine eigene Produktionsfirma Ehmck-Film. Mit Spur eines Mädchens folgte seine erste abendfüllende Arbeit, für die er 1968 das Filmband in Gold als bester Nachwuchsregisseur erhielt. Danach inszenierte er mehrere Filme, die sich mit den Problemen Jugendlicher in Deutschland auseinandersetzten.
Doch erst seine Verfilmung von Otfried Preußlers Kinderbuch Der Räuber Hotzenplotz mit Gert Fröbe in der Titelrolle fand größere Resonanz beim Publikum. Wie bei anderen Werken Ehmcks zeigte sich die Filmkritik reserviert und bemängelte die betont naive Darstellungsweise. Sein realitätsbezogener, pessimistischer Gegenwartsfilm Mein Onkel Theodor oder Wie man im Schlaf viel Geld verdient, der wieder um die Probleme Jugendlicher kreiste, fand kaum Beachtung.
Mit Ein Schweizer namens Nötzli nahm Ehmck 1988 nach längerer Pause wieder seine Regiearbeit auf, trat danach jedoch nur noch selten in Erscheinung.

## Filmografie
| - 1962: Ferien auf der Straße (Kurzfilm) - 1962: Memos Farbtopf (Kurzfilm) - 1963: Ein Ball schwimmt vorbei (Kurzfilm) - 1964: Chagalls Bilderbibeln (Kurzfilm) - 1965: Egon Wolke (Kurzfilm) - 1966: Kleiner Mann in großer Stadt (Kurzfilm) - 1967: Die Ohrfeige (mittellanger Film) - 1967: Spur eines Mädchens (auch Co-Drehbuch und Produktion) - 1968: Platzgefecht (Kurzfilm) - 1969: Spielst du mit schrägen Vögeln (auch Produktion und Schnitt) - 1971: Die Spalte (auch Co-Drehbuch und Produktion) | - 1972: Studenten aufs Schafott (auch Co-Drehbuch) - 1972: Heiß und kalt (auch Drehbuch) - 1973: Liebesschule blutjunger Mädchen - 1974: Der Räuber Hotzenplotz (auch Drehbuch und Produktion) - 1975: Mein Onkel Theodor oder Wie man im Schlaf viel Geld verdient (auch Drehbuch) - 1978: Feuer um Mitternacht (auch Co-Drehbuch und Co-Produktion) - 1979: Neues vom Räuber Hotzenplotz - 1983: Mir reicht's – ich steig aus / Josephs Tochter – Ich hau' ab (auch Drehbuch) - 1988: Ein Schweizer namens Nötzli - 1990: High Score (auch Drehbuch und Produktion) - 2004: Bibi Blocksberg und das Geheimnis der blauen Eulen (nur Co-Produktion) |